# Золотошапочный цветоед
Золотошапочный цветоед (лат. Dicaeum anthonyi) — вид певчих птиц семейства цветоедовых.

## Таксономия
Видовое название дано в честь американского орнитолога Альфреда Вебстера Энтони.
В составе вида выделяют следующие подвиды:
- Dicaeum anthonyi anthonyi (McGregor, 1914) — номинативный подвид, обитает на севере острова Лусон на Филиппинах.
- Dicaeum anthonyi kampalili (Manuel & Gilliard, 1953) — северные, центральные и южно-восточные регионы Минданао.
- Dicaeum anthonyi masawan (Rand & Rabor, 1957) — западная часть острова Минданао.

## Описание

### Внешний вид
Мелких размеров птица: длина тела взрослой особи составляет около 9,6 см. Самцы D. a. masawan весят 9,6-13 г, самки — около 11,7 г., представители номинативного подвида, вероятно, немного крупнее.
Половой диморфизм ярко выражен.
У самцов номинативного подвида лоб, уздечка, спина, крылья и хвост чёрные с синим отливом. Макушка оранжево-жёлтая, что и дало название виду. Оперение на подбородке и горле белого цвета, который плавно перетекает в бледно-жёлтый на груди и брюхе. Нижние кроющие перья хвоста оранжево-жёлтые.
Самцы D. a. kampalili отличаются оранжево-красными макушкой и подхвостьем, а также более светлой нижней частью тела: подбородок и горло белые, грудь и брюхо — сероватые.
Самцы D. a. masawan похожи на номинативный подвид, но имеют значительно более жёлтые грудь и брюхо.
Самки заметно бледнее. Верхняя часть тела — голова (в том числе макушка), спина, крылья и хвост — оливковые, подбородок и горло — светло-серые, грудь и брюхо у D. a. anthonyi — бледно-оливковые с примесью жёлтого, а у D. a. kampalili — коричневато-охристые. По центру брюха у самок номинативного подвида проходит жёлтая полоса. Самки D. a. masawan не описаны.
Молодые особи более бледные, чем взрослые.
У всех подвидов радужка глаз тёмно-коричневая, ноги и клюв чёрные.

### Голос
Песня D. a. anthonyi состоит из пронзительных высоких «srrreep». Голос других подвидов не описан.

## Распространение
Эндемик Филиппин.
Обитает в лесах, особенно моховых, на лесных опушках, вокруг цветущих и плодоносящих деревьев. Обычно держатся на высоте от 800 до, как минимум, 2000 метров над уровнем моря.

## Биология
Рацион точно не известен, но представители вида были замечены при поедании фруктов. Предположительно, помимо фруктов, питается пыльцой и нектаром лорантовых растений, как и другие цветоеды. Держится поодиночке или парами, иногда собираются в стайки. 
О размножении практически ничего не известно. Оперённые птенцы D. a. kampalili были замечены в апреле.

## Охранный статус
Численность популяции не оценивалась. Согласно МСОП, золотошапочный цветоед относится к видам, не вызывающим беспокойства. Главной угрузой является сокращение ареала ввиду вырубки лесов и превращение земель в сельскохозяйственные угодья.